# Anna Fryczkowska
Anna Fryczkowska (ur. 20 sierpnia 1968 w Warszawie) – polska pisarka.

## Życiorys
Maturę zdała w liceum im. Stefana Batorego w Warszawie.
Skończyła filologię włoską na Uniwersytecie Warszawskim, scenariopisarstwo w Państwowej Wyższej Szkole Telewizyjnej, Filmowej i Teatralnej w Łodzi oraz podyplomowe Gender Studies w Instytucie Stosowanych Nauk Społecznych Uniwersytetu Warszawskiego. Dziennikarstwa uczyła się m.in. od Wojciecha Giełżyńskiego.
Pracuje także jako tłumaczka, dziennikarka-reportażystka, redaktorka, scenarzystka, felietonistka.
Członkini Unii Literackiej.

## Książki
- Straszne historie o otyłości[1] i pożądaniu, Wydawnictwo Replika, 2007[2]
- Trafiona-zatopiona, Wydawnictwo Grasshoper, 2010[3]
- Kobieta bez twarzy, Prószyński i S-ka, 2011[4]; kryminał
- Starsza pani wnika, Prószyński i S-ka, 2012[5]; kryminał
- Z grubsza Wenus, Prószyński i S-ka, 2014[6]
- Kurort Amnezja, Prószyński i S-ka, 2014[7]; kryminał
- Sześć kobiet w śniegu (nie licząc suki), Burda Książki, 2016[8]; kryminał
- Żony jednego męża, Burda Książki, 2017[9]
- Równonoc, Od Deski do Deski, cykl Na F/Aktach, 2018[10]
- Wdowinek, Świat Książki, 2019[11]
- Cyrkówka Marianna, Świat Książki, 2020[12]
- Saga o ludziach ziemi. Wpatrzeni w niebo (tom I), WAB, 2023[13]
- Saga o ludziach ziemi. Czas rumianku (tom II), WAB, 2023[14]
- Saga o ludziach ziemi. Wieczorne gody (tom III), WAB, 2024[15]

## Nagrody i wyróżnienia
- Złota Zakładka Blogerów Książkowych w kategoriach Najlepsza Intryga i Najbardziej Wciągająca Powieść Roku za powieść Kobieta bez twarzy
- Najbardziej Kontrowersyjna Powieść Roku 2012 na Festiwalu Literatury Kobiecej „Pióro i Pazur” za powieść Kobieta bez twarzy
- Nagroda główna dla najzabawniejszej powieści roku na Festiwalu Literatury Kobiecej „Pióro i Pazur” (2013) za powieść Starsza pani wnika
- Róża Gali w kategorii Książki (2016) za powieść Sześć kobiet w śniegu (nie licząc suki)
- Nominacja do Nagrody Literackiej dla Autorki „Gryfia" (2019) za Równonoc[16]
- Książka Roku 2019 serwisu granice.pl za Wdowinek
- Najlepsza książka z historią w tle roku 2020 serwisu granice.pl za powieść Cyrkówka Marianna[17]
- Nominacja do Książki roku 2020 (kategoria: Literatura piękna) portalu Lubimy Czytać za powieść Cyrkówka Marianna[18]
- Nominacja do Książki roku 2023 (kategoria: Powieść historyczna) portalu Lubimy Czytać za powieść Saga o ludziach ziemi. Wpatrzeni w niebo